# موسورو
موسورو (به پرتغالی: Mossoró) یک شهرستان در برزیل است که در ریو گرانده شمالی واقع شده‌است.

## خصوصیات
موسورو ۲٬۱۱۰ کیلومترمربع مساحت و ۲۵۹٬۸۸۶ نفر جمعیت دارد و ۲۰ متر بالاتر از سطح دریا واقع شده‌است.

## نگارخانه

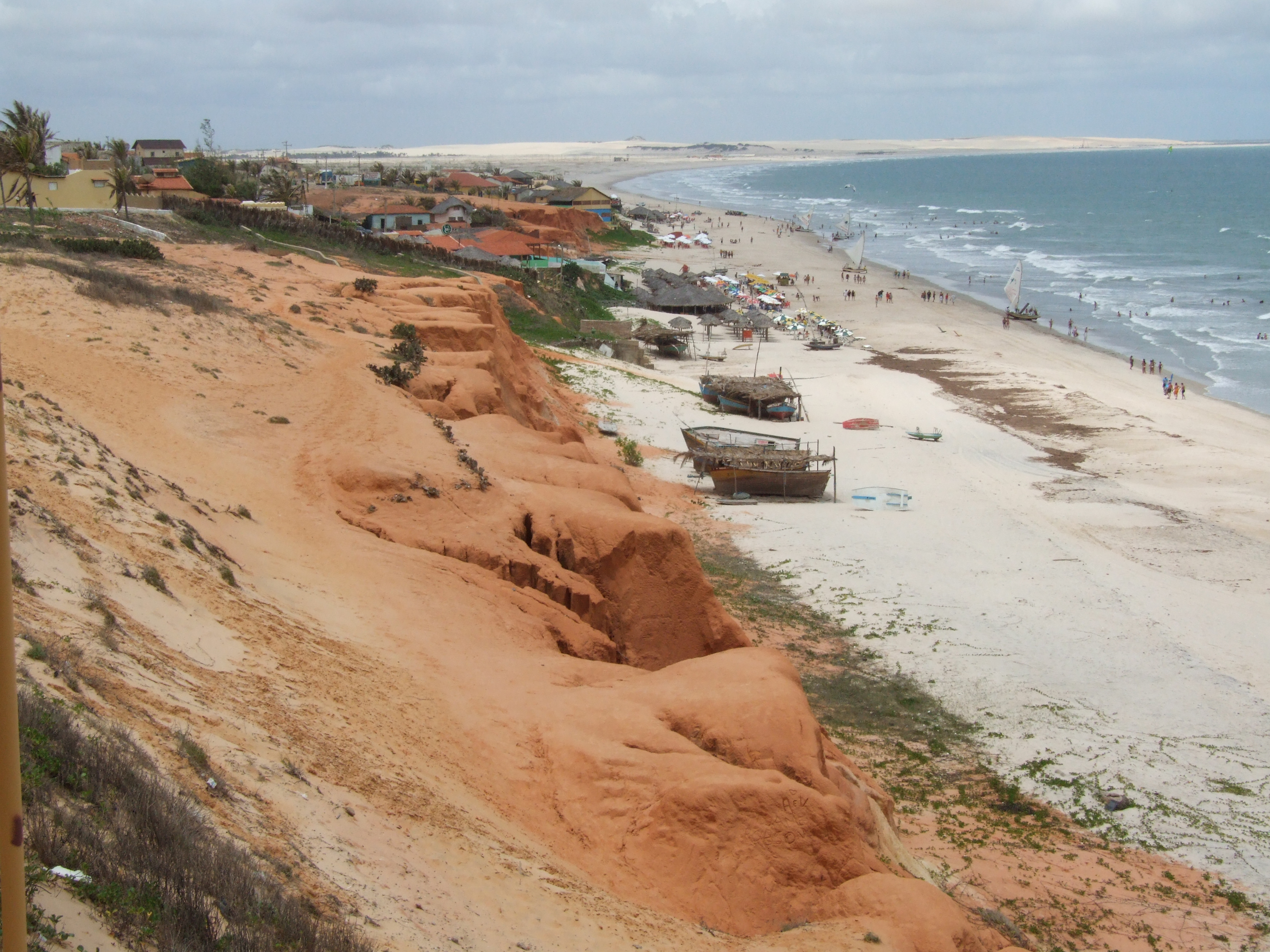
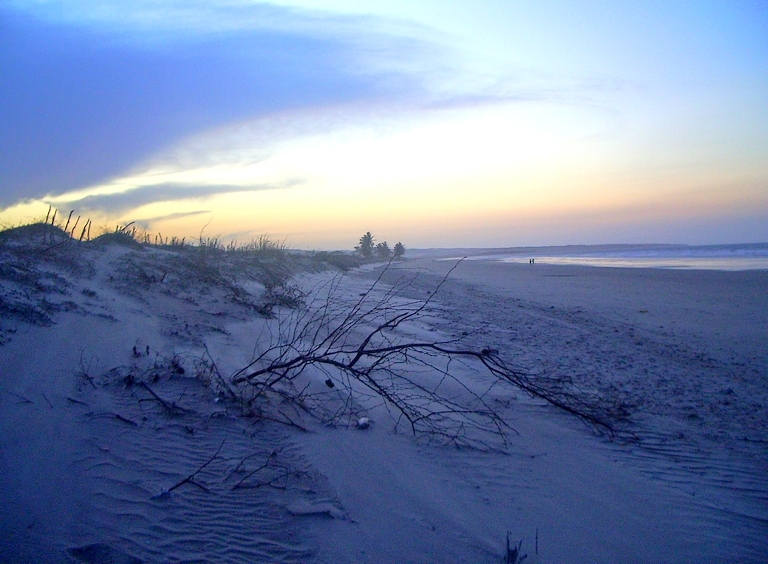
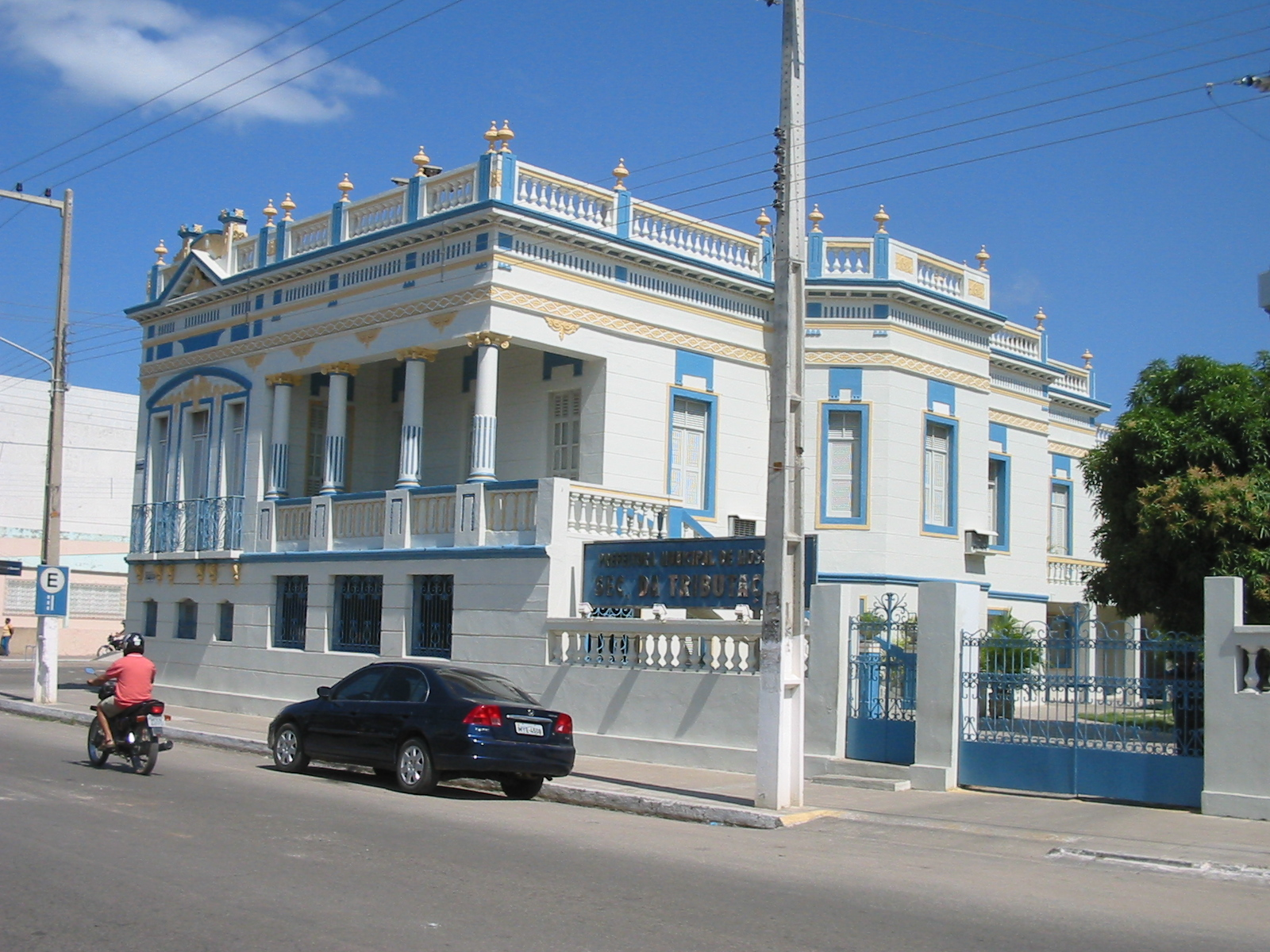
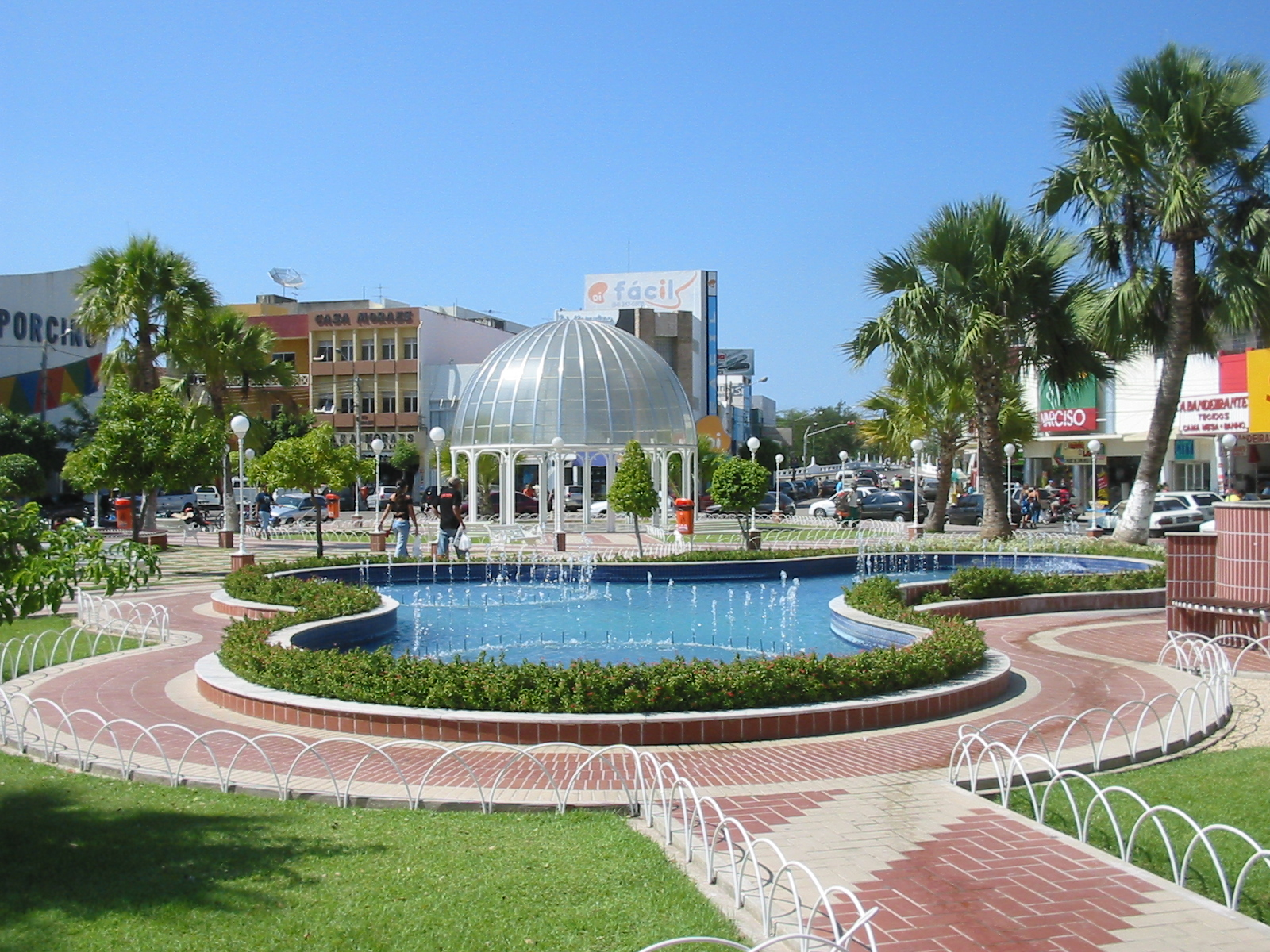